# Olivier Jacque
Olivier Jacque är en fransk roadracingförare född 29 augusti 1973 i Villerupt. Världsmästare i 250GP 2000. En minnesvärd insats var när han hoppade in i MotoGP-loppet Shanghais GP 2005 istället för den skadade Alex Hofmann och kom tvåa i regnet endast slagen av Valentino Rossi. Efter en skadefylld inledning på säsong 2007 då han körde MotoGP för Kawasaki tillsammans med landsmannen Randy De Puniet så meddelande Jacque i juni att han slutar med racing som förare men att han hoppas kunna fortsätta med racing i en roll vid sidan av banan.

## Segrar 250GP
| Nummer | Grand Prix | År   |
| ------ | ---------- | ---- |
| 1      | Brasilien  | 1996 |
| 2      | Österrike  | 1997 |
| 3      | Brasilien  | 1997 |
| 4      | Argentina  | 1999 |
| 5      | Katalonien | 2000 |
| 6      | Tyskland   | 2000 |
| 7      | Australien | 2000 |